# Гозау (Вьетнам)
Гозау (вьет. Gò Dầu) — уезд на юге провинции Тэйнинь во Вьетнаме.

## География
Уезд Гозау расположен на юге провинции Тэйнинь и имеет границы:
- на востоке и юге — с городом Чангбанг,
- на западе — с уездом Бенкау,
- на севере — с уездом Зыонгминьтяу,
- на северо-западе — с городом Хоатхань и уездом Тяутхань.

### Земля
Уезд Гозау — равнинный район с двумя основными типами ландшафта. Первый — холмы высотой от 10 м до более чем 30 м — занимает 65 % площади. Холмистая местность покрыта лесом, занимающим всё пространство между деревнями. Во время войны эта лесистая местность была очень удобным местом для партизанского движения. Второй тип, занимающий треть площади уезда, — плодородная, пригодная для выращивания риса аллювиальная почва вдоль реки Вамкодонг и многочисленных каналов.

### Реки
В Гозау протекает большая река Вамкодонг и множество небольших каналов. Реки и каналы круглогодично служат транспортными путями, образуют границу некоторых общин, являются средой обитания водных организмов. Десятки километров каналов образуют ирригационную систему Даутьенг, обеспечивающую сельскохозяйственные земли водой.

## Административное деление
Уезд Гозау состоит из 9 подчинённых административных единиц: город Гозау (столица уезда) и 8 общин: Баудон, Камзянг, Хьептхань, Фыокдонг, Фыоктхань, Фыокчать, Тханьдык, Тханьфыок.

## История

### Происхождение названия
До XVII века территория уезда Гозау оставалась необжитым густым лесом, населённым дикими животными. В середине XVII века сюда, на юг, начали переселяться люди из центральных провинций. Одним из мест поселения стал холм с множеством маслин, рядом с рекой Вамкодонг, отчего местность получила название «Гозау» (gò — холм, dầu — масло).

### Французский колониальный период
Гозау изначально был частью района Чангбанг и назывался Мининь.
После Женевского соглашения, в начале 1955 года революционное правительство выделило территорию на севере уезда Чангбанг в уезд Гозау.
В конце 1959 года часть уезда Гозау территория к западу от реки Вамкодонг была выделена в уезд Бенкау.
В 1960 году Гозау снова был объединен с уездом Чангбанг, но к концу 1961 года был отделен.

### С 1976 г. по настоящее время
26 сентября 1981 года из частей общин Фыоктхань и Тханьфыок была создана община Фыокдонг. С тех пор административное деление уезда — город и 8 общин — не меняется.

## Экономика

### Сельское хозяйство
Вокруг реки Вам Ко Донг сосредоточены районы выращивания риса. Также есть плантации каучука и арахиса .

### Промышленность
В общине Фыокдонг находится индустриальный парк Фыокдонг-Бойлой.

## Религия
В Гозау распространены буддизм, христианство и каодай, есть несколько пагод и диней.

## Транспорт
Город Гозау — перекресток между шоссе 22B и участком Международной азиатской сети, ведущим в Камбоджу.